# Gnorimosphaeroma rayi
Gnorimosphaeroma rayi är en kräftdjursart som beskrevs av Hoestlandt 1969. Gnorimosphaeroma rayi ingår i släktet Gnorimosphaeroma och familjen klotkräftor. Inga underarter finns listade i Catalogue of Life.